# Ciśnienie atmosferyczne zredukowane
Ciśnienie atmosferyczne zredukowane do poziomu morza (ciśnienie zredukowane, ciśnienie względne) – wartość ciśnienia atmosferycznego, które występowałoby na poziomie morza w tych samych warunkach otoczenia (ciśnienie rzeczywiste, temperatura powietrza), w których następuje pomiar.
Ciśnienie zredukowane do poziomu morza podaje się w opisie stanu i prognozach pogody, aby ułatwić porównanie ciśnienia w różnych miejscach znajdujących się na różnej wysokości nad poziomem morza.
Zależność ciśnienia od wysokości i temperatury, umożliwiającą obliczenie znormalizowanego ciśnienia, określa wzór barometryczny. 
Do przybliżonego określenia spadku ciśnienia z wysokością stosuje się wielkość zwaną stopień barometryczny lub stopień baryczny, określającą przyrost wysokości, na której ciśnienie spada o jedną jednostkę ciśnienia. Na wysokościach w pobliżu poziomu morza dla milibarów stopień barometryczny ma wartość około 8 m/hPa i rośnie wraz z wysokością, osiągając około 15 m/hPa. 